# Tuxpan (kommun i Mexiko, Nayarit)
Tuxpan är en kommun i Mexiko.   Den ligger i delstaten Nayarit, i den centrala delen av landet, 700 km väster om huvudstaden Mexico City. Antalet invånare är 40 867. Arean är 474 kvadratkilometer.
Terrängen i Tuxpan är platt.
Följande samhällen finns i Tuxpan:
- Palma Grande
- El Tecomate